# Explosão em Bahawalpur em 2017
Em 25 de junho de 2017, um caminhão-tanque carregado de combustível capotou, pegou fogo e matou, ao menos, 153 pessoas que tentaram pegar gasolina do veículo e deixou 117 gravemente feridas. A explosão ocorreu perto da localidade de Bahawalpur, na província de Punjab, no Paquistão. O caminhão capotou quando seu motorista tentou fazer uma curva brusca na estrada N-5 National Highway, no leste do país.
Após a notícia do acidente, centenas de residentes de aldeias próximas foram ao local para saquearem o combustível. Acredita-se que a explosão tenha sido causada quando alguém acendeu um cigarro.

## Acidente
Por volta das 6 horas (horário local, 22h30 de sábado, 24, em Brasília), um caminhão-tanque transportando 40 mil litros de combustível capotou quando os pneus estouram enquanto se fazia uma curva brusca na estrada nacional N-5, perto de Ahmedpur East, distrito de Bahawalpur. Segundo Fida Hussain, porta-voz da polícia local, o caminhão ia da cidade de Carachi, ao sul, para o norte, com destino à localidade de Lahore. A notícia do acidente espalhou-se rapidamente para a visinha vila de Ramzanpur Joya, sendo a população alertada através de um alto-falante em cima de uma mesquita local. Um grande número de pessoas trabalhando em fazendas de mango ao lado da estrada (estimada cerca de 500), incluindo mulheres e crianças, posteriormente reuniram-se no local para coletarem a gasolina. A multidão ignorou os alertas da polícia, que queria limpar a área. Cerca de 10 minutos depois, o caminhão explodiu depois que o combustível vazado de seu recipiente danificado pegou fogo matando pelo menos 153 pessoas e ferindo mais de 117. De acordo com algumas publicações, a explosão ocorreu cerca de 45 minutos após o capotamento [do caminhão].
Informações preliminares indicam que o motivo da explosão foi resultante do acendimento de um cigarro por alguém perto do petroleiro. De acordo com a agência Associated Press, o fogo teria começado devido às faíscas de carros e motos que circularam pelo local.

## Reações

### Nacional
O primeiro-ministro Nawaz Sharif expressa seu pesar e se dirige ao governo de Punjab para prestar "assistência médica completa".

### Internacional
- : Por meio de um tuíte, a Alta Comissão Britânica no Paquistão expressa "choque" e pesar pelo incidente ao enviar pensamentos positivos às "vítimas e suas famílias".[13]

- : A embaixada dos Estados Unidos em Islamabad postou um tuíte sobre o incidente, afirmando: "Ficamos tão tristes ao saber do terrível acidente do caminhão-tanque de combustível em #Bahawalpur".[14]